# Cebiche
El ceviche, sebiche o seviche (todas válidas según la RAE; dependiendo de la zona geográfica) es un plato consistente en carne marinada ―pescado, mariscos o ambos― en aliños cítricos, reconocido por la Unesco como expresión de la cocina tradicional peruana y patrimonio cultural inmaterial de la humanidad. Diferentes versiones de este plato forman parte de la cultura culinaria de diversos países hispanoamericanos litorales del océano Pacífico como Chile, Colombia, Costa Rica, Ecuador, El Salvador, Guatemala, Honduras, México, Nicaragua, Panamá y Perú. En este último país se lo considera además como plato bandera y patrimonio cultural de la nación.
Algunos de los cítricos que se emplean con mayor frecuencia son el limón y la lima ácida, aunque históricamente se usó la naranja agria. El aliño incluye además alguna variedad local de ají o chile, reemplazado por mostaza en algunas localidades de Centroamérica. Algunas preparaciones incluyen cilantro picado y en el resto de los países (salvo Chile, Panamá y Perú) es común la adición de salsa de tomate. La carne suele marinarse junto con cebolla en gajos o picada, en México se suele incluir además tomate y aguacate.
Los acompañamientos del cebiche también pueden ser diferentes: en Ecuador, con patacones de plátano, canguil o chifles, y en Colombia, Panamá y Guatemala, con galletas de soda saladas. Las variedades al norte suelen usar por guarnición galletas o tostadas. En México, se sirve con tostadas de maíz o con galletas saladas; en Panamá una opción extra es el picante de ají chombo al gusto, y en Perú se sirve con guarniciones de tubérculos hervidos como camote, yuca o, muy raras veces, papa, y granos o semillas como el maíz (hervido o tostado), legumbres como la zarandaja, plátano frito (chifles), algas y lechuga; en ocasiones puede ir acompañado de chilcano (caldo a base de cabezas de pescados).

## Etimología y origen

### Etimología
Para la etimología de la palabra «cebiche», se han planteado diferentes hipótesis. Ambas academias de la lengua, la peruana y la española, difieren en sus posiciones. La Academia Peruana de la Lengua sigue la hipótesis propuesta por Federico More en un artículo publicado en 1952 en el diario El Comercio, que señala que cebiche vendría de la palabra «cebo». Este argumento se basa en que el término «cebo» durante el siglo XVI era empleado para designar a las comidas en tono despectivo o diminutivo según su pequeño valor o pequeño tamaño (por ejemplo, bocadillos «de comer y llevar»); entonces se habría dado al plato el nombre de «cebiche» debido al pequeño tamaño de los trozos en que se cortaba el pescado. Martha Hildebrandt, lingüista peruana, en su Diccionario de peruanismos refiere a la productividad del sufijo de origen mozárabe -iche; la Real Academia Española se ciñó a esta etimología en su diccionario de 1984 en adelante. En 1992 sugiere que la voz «cebiche» podría tener la misma etimología que el término «escabeche», el cual desciende del mozárabe iskebêch que, a su vez, deriva del árabe andalusí as-sukkabāǧ, el cual también deriva del árabe clásico sakbāǧ (سكباج, cocinado en vinagre), y este último proviene del persa antiguo sikbāǧ, donde sik significa «vinagre» y bāǧ «sopa». Sobre esta hipótesis, el uso del término «dejar escabechar» se empleaba en los recetarios peruanos del siglo XIX para referirse al periodo de marinado del pescado en un jugo que incluía naranja agria. En el recetario La cocina ecléctica (1890), de la argentina Juana Manuela Gorriti, aparece la mención de «déjeseles escabechar» en este sentido.
Se ha señalado que el geógrafo e historiador peruano Javier Pulgar Vidal habría afirmado que el nombre «seviche» vendría de la palabra quechua siwichi, cuyo significado sería ‘pescado fresco’ o ‘pescado tierno’. No obstante, no se ha encontrado la fuente primigenia de tal afirmación. Una hipótesis propone que las palabras siwichi y sikbaǧ se confundieron durante la conquista del Imperio Inca por los españoles.
Investigaciones del historiador Juan José Vega sugieren como origen de la palabra «cebiche» al término árabe sibech. En estas, relata cómo las mujeres moriscas tomadas como botín de guerra por las huestes de los Reyes Católicos en Granada mezclaban zumo de naranja agria, y después jugo de limón, al pescado crudo.
Por otro lado, el estudioso de la gastronomía Carlos Raffo Dasso, relata que los marineros ingleses que llegaban a los puertos peruanos con aftas en la boca, al saborear el plato de pescado, exclamaban “somabitch” o “sonfabitch” (contracción del inglés "son of a bitch") debido al ardor que les producía el ají y el limón. Los lugareños entendían que los extranjeros decían "seviche". Otra propuesta es que el nombre derivaría de la expresión sea beach, antiguo plato marinero inglés.
Según Alfredo Torero, el nombre de cebiche o seviche, al igual que del escabeche, es un arabismo, anclado en costa occidental América del Sur. El étimo escabeche puede ser sikbāǧ según Drae o çicbech según el Diccionario VOX. Además, hay una voz quechua hollqque, que es un "agiaco de carne cruda y desmenuçada empapada en agi", citando a Gonzáles de Holguín.
Según Libertad Regalado, investigadora ecuatoriana y miembro de Número de la Academia Nacional de Historia del Ecuador, la palabra hace uso del sufijo "iche" que se relación con diferentes comidas emblemáticas manabitas, como el viche, corviche, troliche, guanchiche, guariche, pechiche. También está presente en antropónimos como Ziche, Seguiche, Paiche y nombres de pueblos aborígenes como Paiche, Ziche, Piche y Pechiche. A esto se agrega los pueblos Viche y Mompiche de Esmeraldas.

### Origen
En cuanto a su origen, se tienen varias teorías. En el Antiguo Perú, la Civilización caral que se desarrolló entre los 3500 a. C. a 1800 a. C. ha dejado evidencias del uso y consumo de anchoveta cruda con ají y sal, de acuerdo a las investigaciones de la arqueóloga Ruth Shady. Posteriormente, una civilización costera que comenzó a florecer entre los siglos I y II en lo que actualmente es el norte del Perú, conocida como la cultura moche, preparaba un plato precursor al cebiche  en el litoral del actual territorio de Trujillo hace más de dos mil años a base de pescado fresco que se marinaba con el jugo fermentado de tumbo, una fruta de origen local. Durante el Imperio incaico, el pescado era macerado con el uso de chicha de jora, una bebida alcohólica andina.  Diferentes crónicas reportan que a lo largo de la costa peruana se consumía el pescado con sal y ají. Por otra parte, esta teoría plantea que los nativos simplemente cambiaron a los cítricos y añadieron la cebolla, todo ello traído por los colonizadores españoles, pero que los principios de preparación del plato eran esencialmente los mismos.Es importante aclarar que el ceviche peruano moderno requiere de un contacto corto (de menos de un minuto) y no tan invasivo (combinado con leche de tigre) del zumo de limón y considera como ingrediente fundamental al ají peruano (ají amarillo, ají mochero, rocoto, etc) por lo que no difiere tanto de las preparaciones prehispánicas.
Su origen también se atribuye a lugares que van desde América Central hasta las islas polinesias en el Pacífico Sur. En Ecuador, podría haber tenido sus orígenes en las civilizaciones costeras, ya que tanto Perú  ha compartido herencias culturales (como el Imperio incaico) y una gran variedad de peces y mariscos. La postura ecuatoriana hace referencia que el origen del ceviche se remonta con la cosecha de la concha Spondylus en los años 3500 a. C. a 1500 a. C. en la Cultura Valdivia la cual tenía una dieta que usaba los productos marinos que luego fueron aprovechados en el ceviche. Los españoles, que trajeron de Europa cítricos como la lima, pudieron haber originado el plato en España con raíces en la cocina morisca.

## Cebiches por región

### Centroamérica
En El Salvador, Honduras y Guatemala, el platillo incluye pescado adobado en jugo de limón, sal, pimienta negra, cebollas, cilantro, chiles y ajo finamente picados. Se acostumbra servirlo en un plato con una hoja de lechuga o solo y galletas saladas en el lado. Los condimentos populares son salsa de tomate y mayonesa o salsa tabasco. El pescado que se usa es mahi-mahi, tiburón, marlín o tilapia; pero también con mero es popular. Así como los preparados de pulpo, ostras, mejillones, conchas negras, camarones o chuchecas, entre otros mariscos, o la mezcla de todos los mariscos mencionados más camarones, al cual se le llama «vuelve a la vida».

### Chile

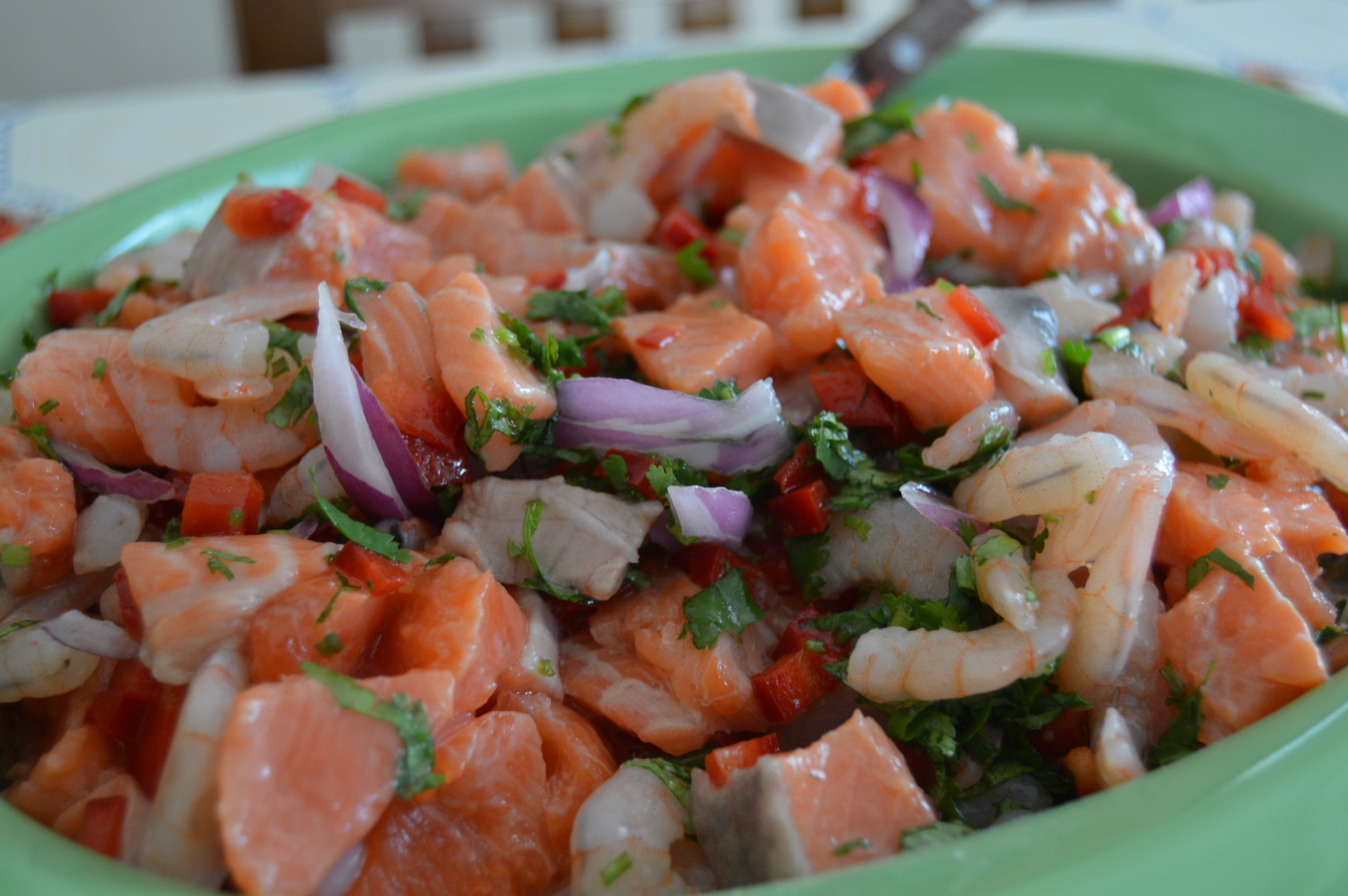
Cebiche chileno de salmón.

En Chile, el cebiche es un platillo habitual de su gastronomía. La variedad consumida en la zona sur difiere de la preferida en el extremo norte, similar a la preparada en el Perú, mezclada con ají.
El cebiche degustado en Chile es usualmente una preparación de pescado desmenuzado o en trozos muy pequeños, como la corvina, la reineta, el jurel, mariscos como el camarón y el loco, los cuales son macerados durante horas en algún ácido, fundamentalmente limón, van mezclados con cebolla blanca o morada en cubitos, cilantro y ocasionalmente pimentón, comúnmente llevan especias como comino, pimienta negra y merkén, servidos por lo general con pan blanco, galletas saladas y/o mayonesa. En el sur del país, comenzó a realizarse una variante del cebiche con carne de salmón como base, el cual se prepara con cebolla blanca, pimentón rojo y verde y cilantro. En la Isla de Pascua es habitual el cebiche preparado con atún.
La influencia de inmigrantes peruanos ha acrecentado el consumo de la variante peruana en la zona central de Chile usando grandes trozos de pescado, cebolla morada cortada en pluma y macerado con limón en minutos.

### Colombia
En Colombia, se preparan cebiches o cócteles de camarón, ostra, jaiba, calamar, chipi chipi, entre otros, y combinaciones de ellos. La salsa incluye salsa de tomate, mayonesa, salsa de ajo, cilantro, cebolla blanca picada, jugo de limón, entre otros condimentos. Se acompañan con galleta de soda salada.

### Costa Rica
En Costa Rica, el ceviche se prepara con cebolla, chile dulce y culantro castilla. Comúnmente, se usan variedades de pescado como el marlín, tilapia o corvina, entre otros, y jugo de limón para macerar, además es común agregar Ginger Ale y algunas frutas picadas como mango y piña. El agregarle salsa de tomate o mayonesa es a gusto personal de quien lo consume.
Otro ceviche elaborado en el Pacífico costarricense es el ceviche de piangua.

### Ecuador

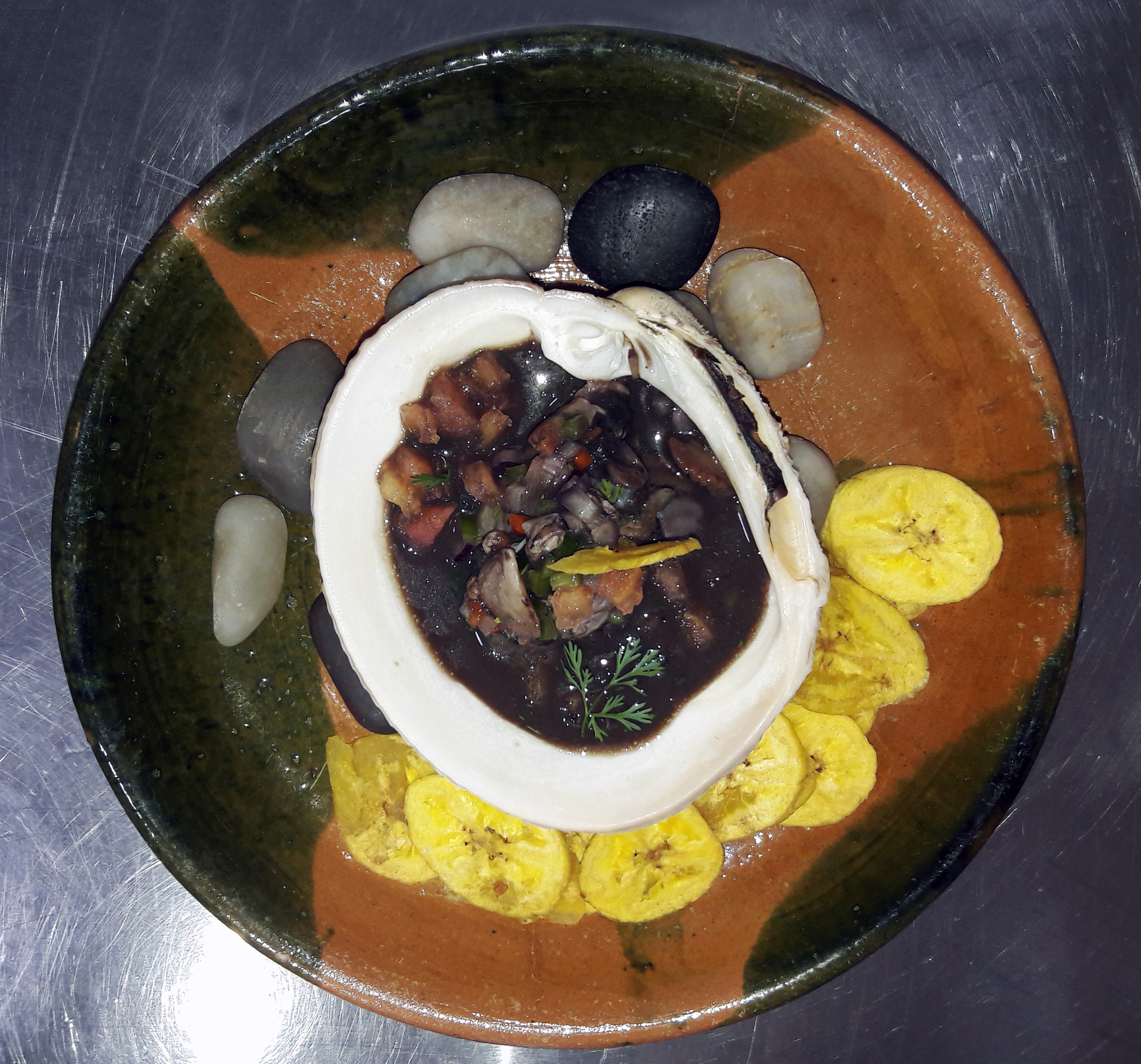
Cebiche ecuatoriano, de concha.

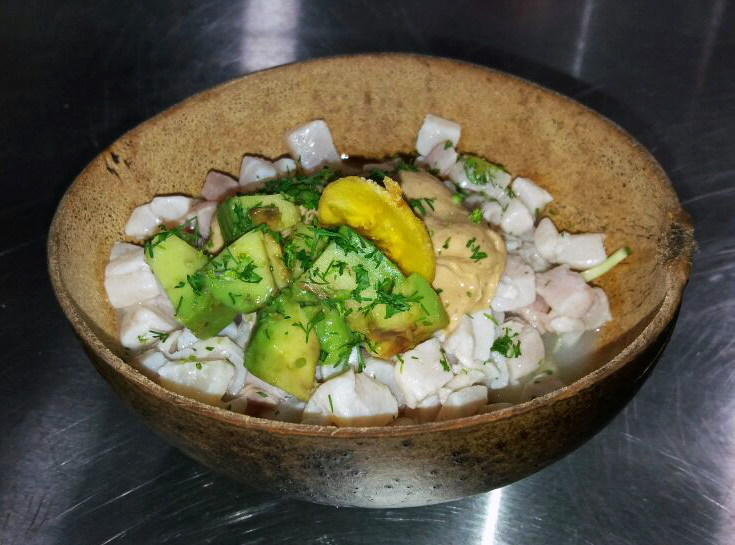
Cebiche ecuatoriano, de pescado (Jipijapa).

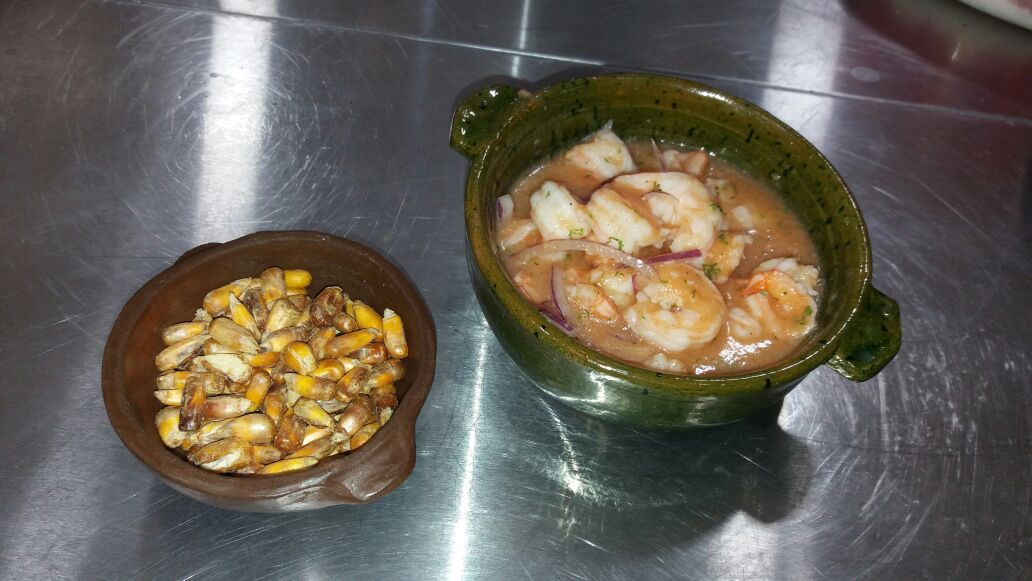
Cebiche ecuatoriano, de camarón.

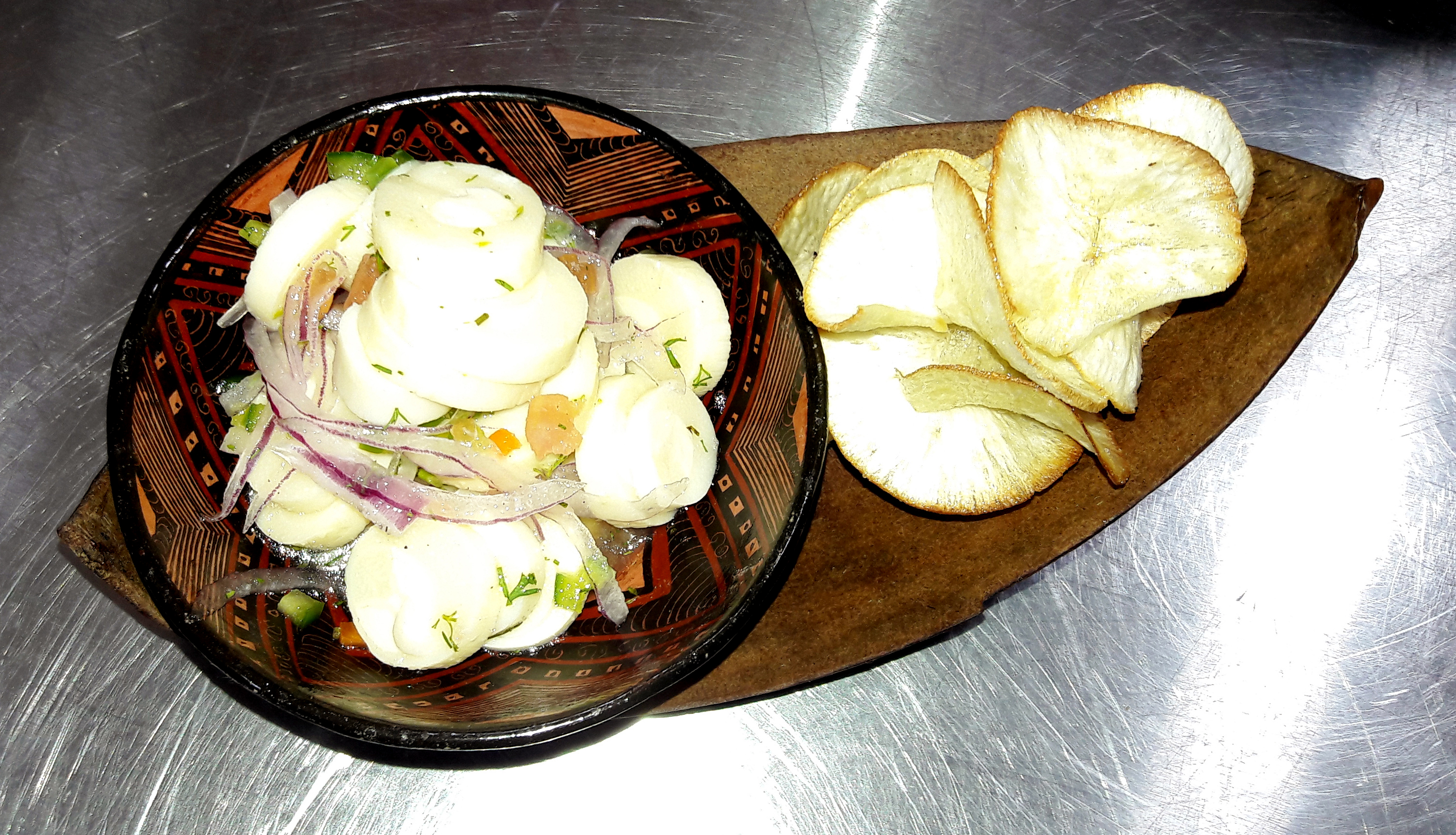
Cebiche ecuatoriano, de palmito.

Existen distintos tipos de cebiches ecuatorianos, dependiendo de la región. Es un plato típico de la costa, aunque hay lugares de la sierra y de la amazonia que tienen su versión. Existen preparaciones a base de varios tipos de ostras, conchas, camarones, pescado, cangrejo, langosta y langostinos. Es uno de los platos más consumidos en el país; lo venden en las playas los cocineros artesanales y en restaurantes populares y gourmet alrededor de todo Ecuador. Este platillo es preparado cotidianamente para el consumo en familia o con amigos, así como para la venta. Se sirve como plato fuerte o en pequeñas porciones como un entrante.

#### Tipos de cebiche de Ecuador
En Ecuador, existen diversidad de variantes de cebiche, de camarón, de pescado, mixto, de concha, de pata de mula, de ostra, de ostiones, de cangrejo, de langosta, de variedad de mariscos (cebiche marinero) u opciones vegetarianas, como el cebichocho o el cebiche de palmito; este plato es parte de la identidad de Ecuador en general. El más popular es el ceviche de camarón acompañado por chifles, pero la variedad de ceviches es amplísima.
- Cebiche de camarón: Es el más común se expende en la costa, es preparado con camarones hervidos, jugo de limón, de naranja, de tomate, cilantro, pimienta, y cebolla colorada picada en pluma en cantidades abundantes. Su marinado y acompañamiento varía regionalmente, incorporando o prescindiendo del jugo de naranja o del ají rocoto y mostaza; usando maíz tostado, patacones, chifles o canguil.[65][72]

- Cebiche de pescado: El clásico o tradicional de la región costera, en su preparación se emplea de pescado tiburón o sierra, cortado en cubitos que son adobados en jugo de limón, cebolla colorada cortada en anillos y marinada en jugo de limón con sal, y cilantro picado, y se sazona con sal y pimienta.[5]
- Cebiche de ostra: Para el cebiche de pata de mula (tipo de ostra gigante) la preparación es igual que la del pescado crudo. Una ostra saca un plato grande de cebiche. Este plato es propio de la costa, pero mayormente consumido en Guayaquil.[73]
- Cebiche de concha: Se prepara con conchas frescas y sin congelar, de la misma forma que el de pescado crudo pero se las marina en jugo de limón con sal y mostaza.
- Cebiche de pulpo o calamar: Es preparado a base de pulpos marinados. Es típico de la provincia de Manabí.[73]
- Cebiche de langosta: Es considerado como un plato afrodisiaco en la región centro costera.[74]
- Cebiche de legumbres: En la Sierra, si bien es cierto no se pueden dar los productos de la costa, pero en Riobamba, capital de la provincia del Chimborazo, así como en Ambato y Quito, se hace el cebiche de chochos, cuya preparación es la siguiente: se deja remojando el chocho durante la noche. Al día siguiente los chochos se cuecen con el agua, se adiciona un encebollado, conocido también como curtido; tomate picado, cilantro, sal, jugo de limón, y si se quiere, se le puede agregar ají. Se acompaña con maíz tostado, canguil y chifles de plátano verde. También se hacen cebiches de palmito, o de champiñones que se preparan en forma similar a los de chochos.
- Cebiche con maní: Es originario de Jipijapa, su preparación consiste en una porción líquida de maní y aguacate agregada al tradicional cebiche de pescado.[75] Este platillo es considerado por muchos como un plato afrodisiaco.[76]
- Ceviche de hígado: Es considerado tradición de la provincia de Loja, su preparación consiste en hígado de res o de chancho cocido en agua con cebolla blanca y ajo, posteriormente picado en cuadritos y marinado en jugo de tomate con limón al que se le agrega cebolla colorada picada y cilantro, acompañado de maíz tostado y canguil.[77][78]
- Ceviche de Spondylus (ceviche de los dioses): Es muy apetecido desde la época precolombina en la zona del actual Manabí elaborado con el spondylus princeps. El cebiche de Spondylus fue el manjar preferido de los grandes curacas, caciques, chamanes y se ofreció como símbolo de ritualidad a sus divinidades.[79]
- Otros ceviches: Volquetero, ceviche de pollo, ceviche de chocho, marinero (llamado también mixto o maremoto), tumbacatre, rompe colchón, ceviche de ostiones, ceviche de pata de burro (molusco similar al caracol), ceviche de cangrejo, ceviche de mango, ceviche de concha, ceviche de caracol, ceviche con arroz con pollo de Santa Rosa, ceviche de oreja de la Sierra, ceviche de cuero con chochos de la Sierra, ceviche de hongos, ceviche de cuy, ceviche de carne de Macará, ceviche de catzos de la Sierra, ceviche de canchalagua típico de las islas Galápagos, entre otros.[80][81][82][83][84][85][86][87][88][89][90][91][92][93][94][95][96][97][98]

##### Acompañamientos
Algunos tipos de cebiches suelen acompañarse con chifles o canguil, maíz tostado o patacones (rodajas de plátano verde semi fritos machacados y vueltos a freír hasta que queden crocantes).

### México

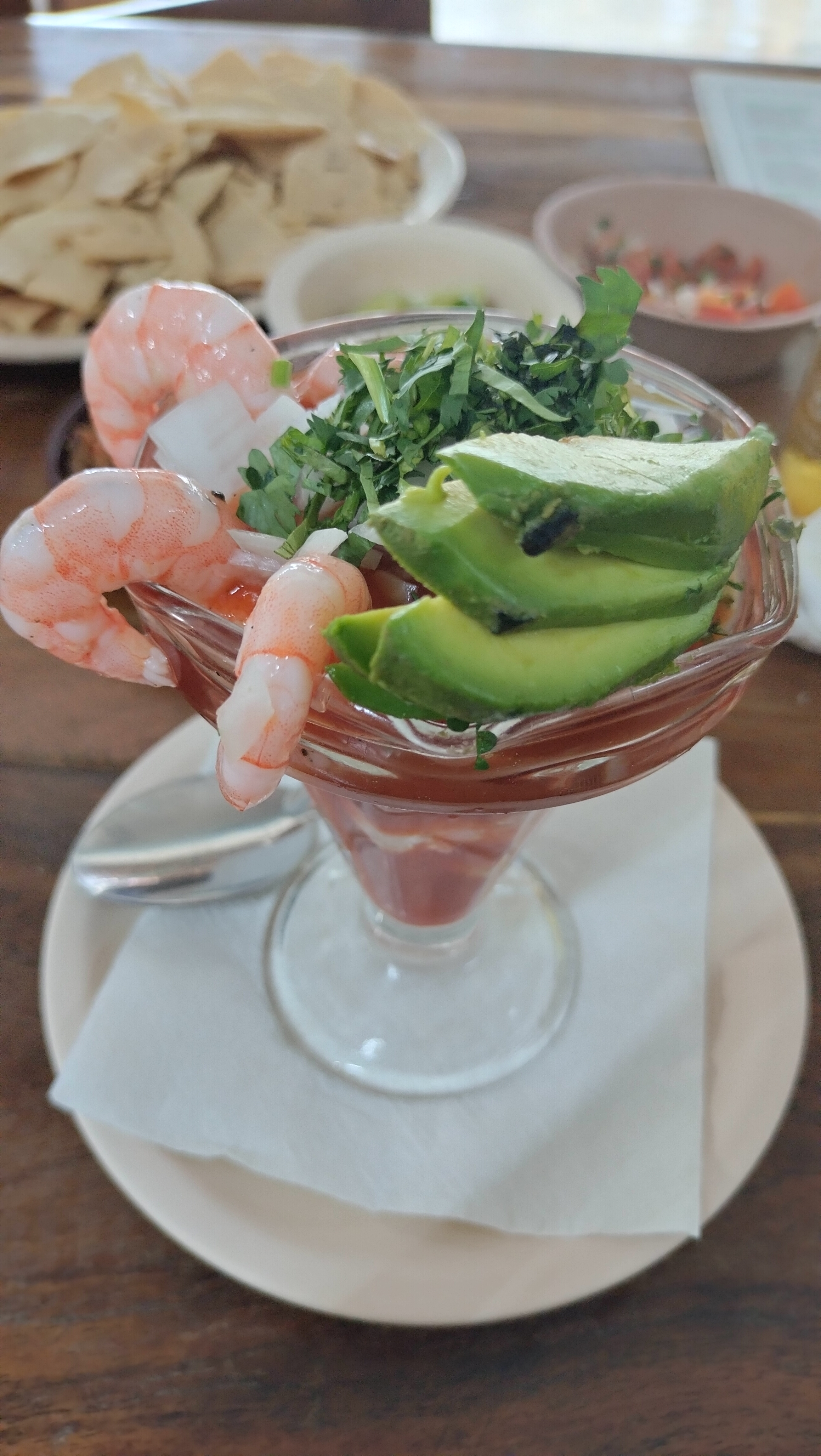
Ceviche mexicano

En México, los platillos llamados «cebiche» son semejantes a la receta básica descrita en este artículo. En general, se usa pescado de carne blanca y se marina en el jugo de limón; se sirve frío o a temperatura ambiente. Algunas variedades son el ceviche acapulqueño, el ceviche jalisciense con pescado en partículas muy pequeñas, como carne molida; y el ceviche sinaloense con trozos más grandes entre 2mm y 5mm. Las recetas mexicanas utilizan también el limón y el chile verde (serrano), algunas recetas incluyen también: tomate, cebolla, cilantro o perejil y a veces pepino, picados, tanto como aguacate rebanado; en algunos lugares le agregan pimienta como sazonador. En la costa Sur de Veracruz, se prepara el ceviche de tiburón en su jugo con cilantro, salsa cátsup, salsa picante y jugo de limón en copa de cóctel, acompañado de tostadas de tortilla de maíz (totopos o cacalas).[cita requerida]
Es común encontrar ceviche de pulpo, de camarón de mar y de camarón de río. Se consume en la zona costera de los estados del Pacífico: Sonora, Sinaloa, Baja California, Baja California Sur, Nayarit, Colima, Michoacán y Jalisco. En México, el ceviche se come generalmente sobre tostadas de maíz, también sobre galletas saladas o en cóctel acompañado de totopos, tostadas o galletas saladas. Se puede sazonar al gusto con salsa picante, salsa de soya o salsa cátsup.[cita requerida]
El ceviche en México puede ser un plato fuerte o también aperitivo, o bien una entrada para platos fuertes tales como una mariscada. Puede ser tanto como botana o como acompañamiento.[cita requerida]

### Nicaragua
En Nicaragua, el platillo es preferiblemente elaborado con corvina o dorado, se pican cebollas, tomates, chiltoma en cuadraditos pequeños y hojas de cilantro picado, sal y pimienta al gusto. Se sirve frío o a temperatura ambiente acompañado de tostones y galletas de soda.

### Panamá
En Panamá, el cebiche se prepara con jugo de limón, cebolla picada, culantro, perejil, ají chombo, y sal. El cebiche de corvina es muy popular y se sirve como aperitivo en la mayoría de los restaurantes locales. Se sirve usualmente en copa alta o con conchas de pastelería que se llaman popularmente «canastitas» o con galletas saladas. Es un plato muy popular en los locales donde se expenden bebidas alcohólicas y restaurantes. Se prepara con pescados de carne blanca, camarones, pulpo, conchas negras, almejas, entre otros moluscos. También se mezcla el pescado con mariscos para preparar el cebiche mixto o "de combinación".

### Perú

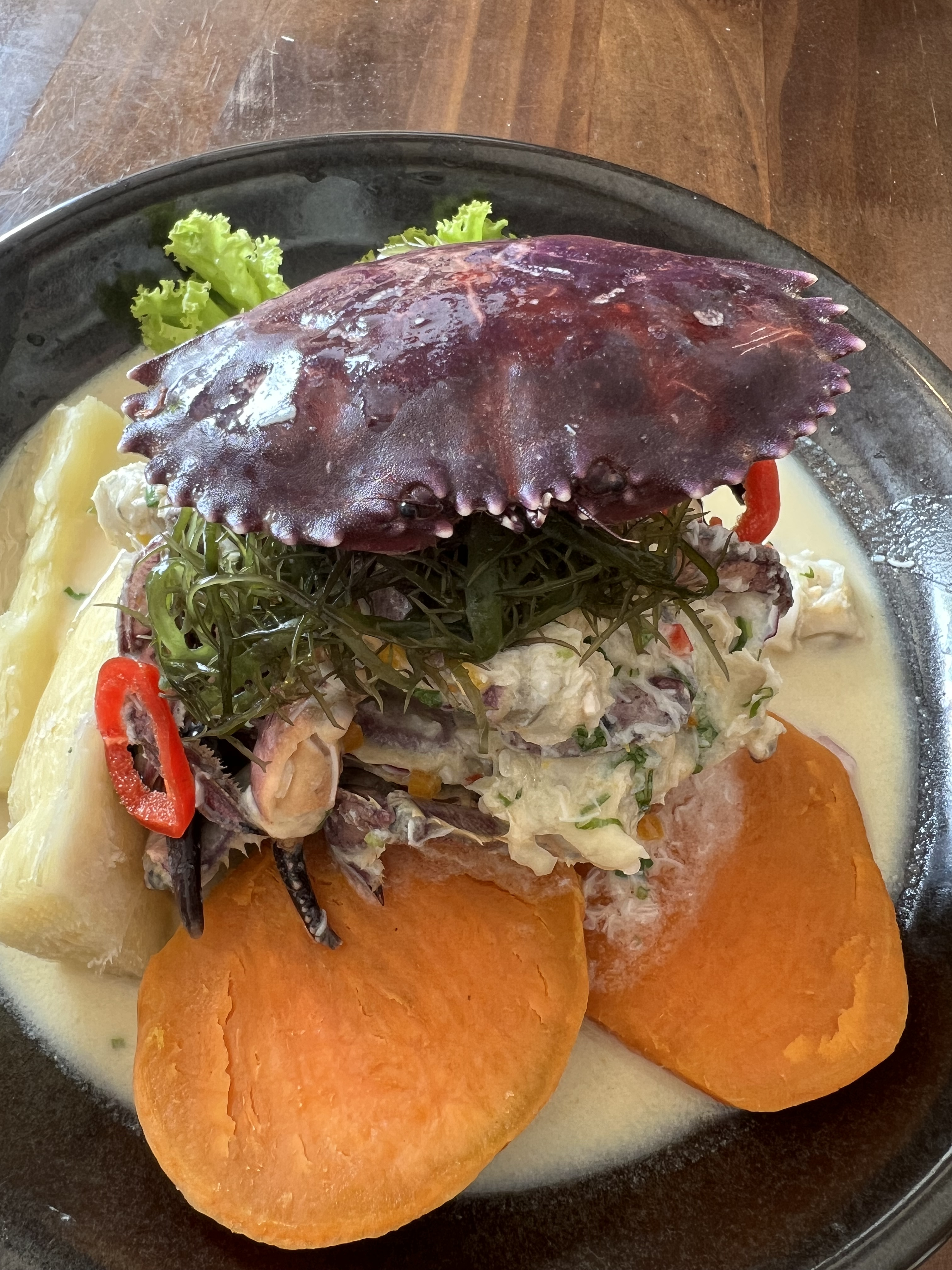
Ceviche de cangrejo (Pimentel, Lambayeque)

En el Perú, el cebiche es considerado por su población como parte de la identidad nacional de este país. Es un platillo de amplio consumo en toda la costa peruana y además venerado como elemento central de la gastronomía nacional, al punto de haber sido declarado formalmente como Patrimonio Cultural de la Nación y catalogado como el platillo más representativo del Perú. Su historia se remonta a épocas precolombinas. Al igual que en otros países, el platillo es servido en un tipo de restaurante conocido como cebichería.
A diferencia de otros países, el camarón o langostino es raramente empleado en el Perú para la preparación de ceviches, dado que requiere cocción y la tradición peruana demanda consumir el pescado y los mariscos crudos, macerados en jugo de limón. 

#### Tipos de cebiche del Perú

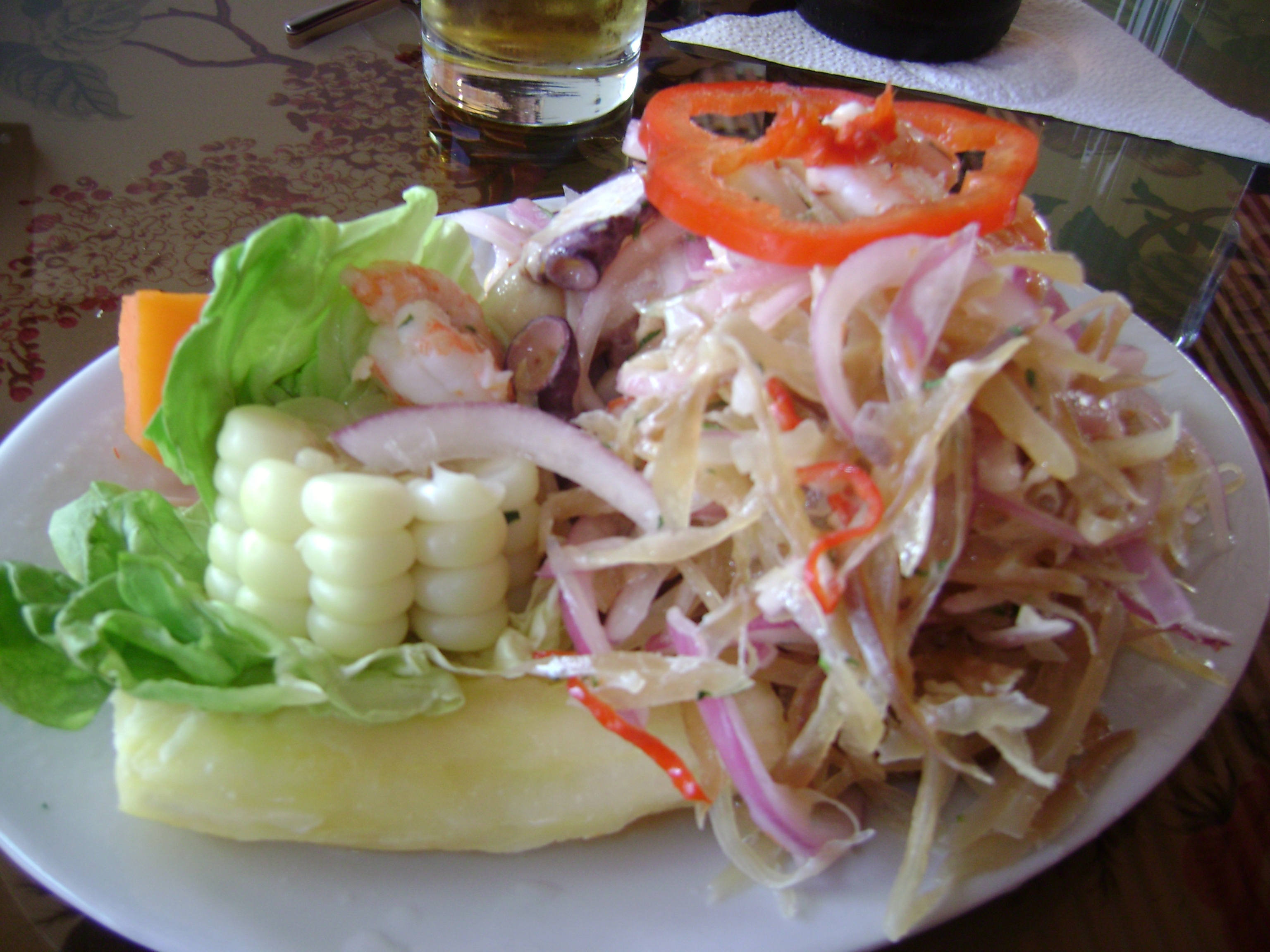
Chinguirito.

Existen diferentes tipos de cebiche, como también platos derivados del mismo, que han alcanzado gran popularidad. Es importante señalar que no todos los cebiches se elaboran a base de pescado, también se elaboran con carnes rojas, mariscos, crustáceos y vegetales.
- Cebiche de pescado: Es el tipo más común de cebiche, preparado a partir de cortes de trozos de pescado en forma cuadrada que son posteriormente mezclados con limón y sal. Mayormente, se usa filete de corvina,[107] lenguado, pejerrey, caballa, bonito, mero, tollo, perico, trucha o dorada,[72] pero también se hace con partes que poseen huesos, como es típico de Piura con el cebiche de caballa.[5] Generalmente, se le añade choclo y camote, en regiones de la costa norte peruana se le adiciona zarandaja y en otras de la sierra central se opta por yuca o papa.[108][109]

- Cebiche mixto: Es aquel que contiene los mismos ingredientes que el cebiche común, al cual se le han agregado diversos mariscos o pescados.[110]
- Cebiche de conchas negras: Es un plato típico de las costas de Tumbes, este plato es hecho a base de las conchas negras ecuatorianas y amarinado de la manera clásica con limón de Chulucanas, sazonado en cebolla roja, ajo, ají y finalmente rocoto peruano.[5]
- Cebiche de camarones: Es un plato típico de la región de Arequipa elaborado con camarones de río.[13]
- Cebiche de pulpo: Es similar al cebiche de pescado común, se diferencia al ser preparado con pulpo tierno o pasado por agua hervida para suavizar su carne.[110][5]
- Cebiche de tollo: Cebiche preparado con tiburón, típico de la costa norte peruana.
- Chinguirito: Típico de la costa norte peruana,[111] consiste en carne seca deshilachada de guitarra, especie de raya oriunda de la bahía de Sechura, marinada con jugo de limón, ají limo y cebolla roja. Se suele acompañar con yuca, choclo, camote y zarandaja.[112]
- Cebiche amazónico: Es típico de la amazonia peruana, consiste en estar preparado con carne de pescado regional (de los ríos amazónicos), pudiendo ser paiche, dorado amazónico, corvina amazónica, doncella, bagre tigre.[cita requerida]
- Cebiche de pato: Típico del Norte Chico, se elabora con pato criollo macerado previamente en una mezcla de ají mirasol, ajo y jugo de limón. El pato luego es cortado en trozos y cocinado en un aderezo con cebolla en rodajas. Se sirve caliente con yuca sancochada como guarnición.[113][5]
- Cebiche de champiñones: Especialidad gourmet en Lima. Se marinan las setas en jugo de limón, se añade ají amarillo, que contribuye con su singular sabor o, si no, cúrcuma para darle su color característico, al que se le agrega el ají limo.
- Otros cebiches: Otros menos comunes son el de cañán, el de criadillas, el cebiche de huevos duros, el de mango verde (consumido en la selva peruana) y el de plátanos.[114] Asimismo, existen una variedad de cebiches calientes, como el de pollo o el cebiche a la piedra.[5]